# Kvášňovice
Kvášňovice (en allemand : Kwaschnowitz ou Kwaschniowitz) est une commune du district de Klatovy, dans la région de Plzeň, en République tchèque. Sa population s'élevait à 134 habitants en 2021.

## Géographie
Le village de Kvášňovice se trouve à 12 km au nord-nord-ouest de Horažďovice, à 26 km à l'est de Klatovy, à 42 km au sud-sud-est de Plzeň et à 94 km au sud-ouest de Prague.
La commune est limitée par Nekvasovy au nord, par Chanovice à l'est, par Velký Bor au sud, et par Olšany et Kovčín à l'ouest.

## Histoire
La première mention écrite de la localité date de 1364.

## Transports
Par la route, Kvášňovice se trouve à 11 km de Nepomuk, à 31 km de Klatovy, à 48 km de Plzeň et à 112 km de Prague.